# Charles-Ferdinand de Beughem de Houtem
Charles-Ferdinand de Beughem de Houthem (Brussel, 1828 - Vollezele, 1882) was een 19de-eeuws Belgisch kunstschilder.

## Familie en gezin
Charles de Beughem was een zoon van Ferdinand de Beughem de Houthem (1802-1853) en Julienne Cornet de Grez (1803-1875). Hij huwde in 1857 met Marie-Louise de Fœstraets (1825-1861), die overleed bij de geboorte van hun enige zoon Ferdinand in 1861. Op 18 april 1868 huwde hij met de 19 jaar jongere Valentine de Saint Genois des Mottes (1846-1895), met wie hij twee dochters had, Madeleine (1870) en Isabelle (1871), die op zesjarige leeftijd overleed.

## Kunstschilder de Beughem
De Beughem legde zich toe op de klassieke schilderkunst. Hij gaf de voorkeur aan marines en landschappen en vond o.a. inspiratie in de Ardennen, de Limburgse Kempen (Genk), de Alpen en de Pyreneeën. Hij schilderde in de romantische stijl. 
Na het overlijden van zijn eerste vrouw stelde hij voor de eerste maal tentoon op een salon te Gent in 1862. In 1868 stelde hij een tweede maal tentoon in Gent en in 1874 een derde maal in Gent en ook in Namen. In 1880 stelde hij in Brussel tentoon op de Exposition historique de l’art belge. Dat jaar kocht hij ook grond in Wingene en in 1881 een stuk grond in de omgeving van het Sint-Pietersveld, op de grens van Wingene met Ruiselede-Doomkerke, waar hij een zomerkasteel liet bouwen.

## Sint-Pieterskasteel in Wingene
De bouw van het kasteel, dat de naam Sint-Pieterskasteel kreeg, was nog niet volledig af toen de Beughem in Vollezele overleed en zijn vrouw achterliet met hun 12-jarige dochter Madeleine en zijn 21-jarige zoon Ferdinand. De weduwe verkocht in 1885 het pasgebouwde kasteel aan Pierre Bernardin Carpentier, een brouwerszoon uit Izegem en hertrouwde in 1890 in Brussel met Hippolyte Marie de Geradon. Ze  overleed vijf jaar later.
Op het einde van de twintigste eeuw was het kasteel eigendom van Stijn Saelens-Gyselbrecht, die er vermoord werd in januari 2012.